# Olympische Jugend-Winterspiele 2016/Eishockey (Jungen)
Während der Olympischen Jugend-Winterspiele 2016 nahmen im Eishockey-Wettbewerb bei den Jungen fünf Nationalmannschaften am Turnier teil. Es wurden 14 Partien ausgetragen. Ausgetragen wurde das Turnier in der Kristins Hall und in der Youth Hall.

## Vorrunde
| 12. Februar 2016 14:00 Uhr | Finnland Jesse Moilanen (5:53) Eetu Maki (8:38) Niklas Nordgren (9:56) Arttu Nevasaari (11:02) Toni Utunen (12:59) Eetu Maki (22:17) Arttu Nevasaari (25:24) Niklas Nordgren (35:28) Niklas Nordgren (38:38) Miska Kukkonen (38:59) Niklas Nordgren (39:56) | 11:0 (5:0, 2:0, 4:0) Spielbericht | Norwegen | Youth Hall, Lillehammer Zuschauer: 550 |

| 13. Februar 2016 17:00 Uhr | Kanada Ty Smith (27:37) Allan McShane (44:12) Luka Burzan (44:55) | 3:4 (0:2, 1:0, 2:2) Spielbericht | Russland Jegor Sokolow (2:04) Andrei Swetschnikow (5:20) Wladislaw Kotkow (30:37) Alexander Chowanow (34:39) | Kristins Hall, Lillehammer Zuschauer: 1750 |

| 13. Februar 2016 20:00 Uhr | Vereinigte Staaten Jake Wise (8:39) T. J. Walsh (13:10) Christian Krygier (20:25) Tyler Weiss (42:12) | 4:1 (2:1, 1:0, 1:0) Spielbericht | Finnland Samuel Salonen (2:36) | Kristins Hall, Lillehammer Zuschauer: 890 |

| 14. Februar 2016 20:00 Uhr | Norwegen | 0:8 (0:3, 0:4, 0:1) Spielbericht | Vereinigte Staaten Oliver Wahlstrom (6:48) Oliver Wahlstrom (11:09) Jacob Pivonka (11:49) Jacob Pivonka (17:09) Erik Middendorf (21:35) Jacob Pivonka (23:04) Jack DeBoer (24:48) Oliver Wahlstrom (30:31) | Kristins Hall, Lillehammer Zuschauer: 2094 |

| 15. Februar 2016 17:00 Uhr | Kanada Aidan Dudas (1:46) Connor Roberts (2:20) Luka Burzan (16:03) Benoît-Olivier Groulx (30:50) Ty Smith (38:52) | 5:1 (2:1, 1:0, 2:0) Spielbericht | Finnland Toni Utunen (12:03) | Kristins Hall, Lillehammer Zuschauer: 950 |

| 15. Februar 2016 20:00 Uhr | Russland Alexander Schabrejew (3:17) Alexander Schabrejew (11:01) Andrei Swetschnikow (11:27) Andrei Swetschnikow (13:43) Alexander Schabrejew (21:01) Maxim Deneschkin (24:45) Andrei Swetschnikow (29:59) Alexander Chowanow (31:55) Kirill Nischnikow (33:48) Kirill Nischnikow (37:05) Andrei Swetschnikow (38:34) Yegor Sokolov (42:41) Grigori Denisenko (43:36) | 13:1 (4:0, 3:0, 6:1) Spielbericht | Norwegen Mathias Emilio Pettersen (30:42) | Kristins Hall, Lillehammer Zuschauer: 1198 |

| 16. Februar 2016 14:00 Uhr | Vereinigte Staaten Tyler Weiss (9:40) Jake Wise (14:36) | 2:4 (2:1, 0:2, 0:1) Spielbericht | Kanada Allan McShane (2:45) Gabriel Fortier (21:52) Connor Roberts (26:42) Luka Burzan (38:09) | Kristins Hall, Lillehammer Zuschauer: 1745 |

| 16. Februar 2016 17:00 Uhr | Finnland Jesperi Kotkaniemi (26:26) | 1:2 n. P. (0:1, 1:0, 0:0, 0:1) Spielbericht | Russland Andrei Swetschnikow (2:11) Alexander Chowanow (PS) | Kristins Hall, Lillehammer Zuschauer: 653 |

| 18. Februar 2016 17:00 Uhr | Norwegen | 0:6 (0:1, 0:3, 0:2) Spielbericht | Kanada Connor Roberts (06:02) Carson Focht (18:32) Luka Burzan (25:19) Jared McIsaac (25:57) Allan McShane (30:29) Benoît-Olivier Groulx (44:43) | Kristins Hall, Lillehammer Zuschauer: 2250 |

| 18. Februar 2016 17:00 Uhr | Russland Alexander Schabrejew (22:38) Kirill Nischnikow (42:46) | 2:4 (0:2, 1:0, 1:2) Spielbericht | Vereinigte Staaten Tyler Weiss (4:16) Jack DeBoer (12:25) Jacob Pivonka (31:25) Jonathan Gruden (39:06) | Youth Hall, Lillehammer Zuschauer: 564 |

### Tabelle
| Pl. |                    | Sp | S | OTS | OTN | N | Tore  | Punkte |
| 1.  | Kanada             | 4  | 3 | 0   | 0   | 1 | 18:07 | 9      |
| 2.  | Vereinigte Staaten | 4  | 3 | 0   | 0   | 1 | 18:07 | 9      |
| 3.  | Russland           | 4  | 2 | 1   | 0   | 1 | 21:09 | 8      |
| 4.  | Finnland           | 4  | 1 | 0   | 1   | 2 | 14:11 | 4      |
| 5.  | Norwegen           | 4  | 0 | 0   | 0   | 4 | 1:38  | 0      |

## K.O.-Runde
| Halbfinale | Halbfinale         | Halbfinale |                  |          | Finale             | Finale | Finale |
|            |                    |            |                  |          |                    |        |        |
| 1          | Kanada             | 4          |                  |          |                    |        |        |
| 4          | Finnland           | 3          |                  |          | Finale             | Finale | Finale |
|            |                    |            | SH1              | Kanada   | 2                  |        |        |
|            |                    |            |                  | SH2      | Vereinigte Staaten | 5      |        |
| 2          | Vereinigte Staaten | 3          |                  |          |                    |        |        |
| 3          | Russland           | 0          |                  |          |                    |        |        |
|            |                    |            | Spiel um Platz 3 |          |                    |        |        |
|            |                    |            | VH1              | Finnland | 2                  |        |        |
| VH2        | Russland           | 6          |                  |          |                    |        |        |
|            |                    |            |                  |          |                    |        |        |

### Halbfinale
| 19. Februar 2016 17:00 Uhr | Kanada Carson Focht (18:59) Anderson MacDonald (21:22) Benoît-Olivier Groulx (41:32) Benoît-Olivier Groulx (PS) | 4:3 n. P. (0:1, 2:1, 1:1, 1:0) Spielbericht | Finnland Toni Utunen (14:53) Jesse Moilanen (15:30) Jesperi Kotkaniemi (39:10) | Kristins Hall, Lillehammer Zuschauer: 1472 |

| 19. Februar 2016 20:00 Uhr | Vereinigte Staaten Jacob Pivonka (19:41) Jake Wise (43:18) T. J. Walsh (44:30) | 3:0 (0:0, 1:0, 2:0) Spielbericht | Russland | Youth Hall, Lillehammer Zuschauer: 1902 |

### Spiel um Bronze
| 20. Februar 2016 20:00 Uhr | Russland Daniil Schurawljow (8:28) Kirill Nischnikow (16:00) Jegor Sokolow (28:45) Grigori Denissenko (29:43) Wladislaw Kotkow (30:16) Alexander Chowanow (42:21) | 6:2 (1:1, 3:1, 2:0) Spielbericht | Finnland Rasmus Kupari (0:30) Jesperi Kotkaniemi (24:15) | Kristins Hall, Lillehammer Zuschauer: 1652 |

### Finale
| 21. Februar 2016 15:00 Uhr | Kanada Ryan Merkley (24:32) Allan McShane (41:11) | 2:5 (0:1, 1:2, 1:2) Spielbericht | Vereinigte Staaten T. J. Walsh (8:00) Jack DeBoer (17:56) Christian Krygier (26:25) Tyler Weiss (44:04) Jake Wise (44:41) | Kristins Hall, Lillehammer Zuschauer: 2428 |

## Medaillengewinner
| Olympiasieger USA | Jack DeBoer, Drew DeRidder, Ty Emberson, Jonathan Gruden, Christian Krygier, Will MacKinnon, Erik Middendorf, Jacob Pivonka, Adam Samuelsson, Mattias Samuelsson, Ryan Savage, Todd Scott, Jacob Semik, Oliver Wahlstrom, T. J. Walsh, Tyler Weiss, Jake Wise |

| Silber Kanada | Alexis Gravel, Olivier Rodrigue, Jett Woo, Jared McIsaac, Ty Smith, Ryan Merkley, Dennis Busby, Declan Chisholm, Benoît-Olivier Groulx, Aidan Dudas, Gabriel Fortier, Luka Burzan, Tristen Nielsen, Anderson MacDonald, Allan McShane, Carson Focht, Connor Roberts |

| Bronze Russland | Gleb Babinzew, Alexander Chowanow, Maxim Deneschkin, Grigori Denissenko, Georgi Dubrowski, Wladislaw Kotkow, Pawel Kuptschichin, Anton Malyschew, Amir Miftachow, Kirill Nischnikow, Pawel Rotenberg, Alexander Schabrejew, Bogdan Schiljakow, Daniil Schurawljow, Iljas Sitdikow, Jegor Sokolow, Andrei Swetschnikow |